# Gebietsreform in Niedersachsen
Die kommunale Gebietsreform in Niedersachsen wurde von 1972 bis 1978 als Kreisreform durchgeführt. Gleichzeitig wurden viele Gemeinden aufgelöst und die Verwaltungsstrukturen geändert (Reform der Regierungsbezirke).
Im Gegensatz zu anderen Kreisreformen wurde diese nicht zu einem Stichtag, sondern schrittweise mittels mehrerer Gesetze, die die Neugliederung in verschiedenen Gebieten regelten und zu verschiedenen Zeitpunkten in Kraft traten, durchgeführt. Erste Erfahrungen wurden dabei mit dem Wennigsen-Gesetz gesammelt, das am 1. Januar 1970 in Kraft trat. Weitere Neugliederungsgesetze waren u. a.:
- Achtes Gesetz zur Verwaltungs- und Gebietsreform
- Braunschweig/Wolfenbüttel/Helmstedt/Peine/Salzgitter-Gesetz
- Hannover-Gesetz
- Harzgesetz
- Northeim/Einbeck/Gandersheim-Gesetz
- Osnabrück-Gesetz
- Wolfsburg-Gesetz

## Übersicht der Verwaltungsgliederung vor der Kreisreform
Vorbemerkung: Die kreisfreien Städte sind fett markiert.
Vor der Gebietsreform war Niedersachsen in 13 kreisfreie Städte und 57 Landkreise eingeteilt, die zu sechs Regierungs- und zwei Verwaltungsbezirken zusammengefasst waren.

### Regierungsbezirk Aurich
Der Regierungsbezirk Aurich umfasste vor der Gebietsreform eine kreisfreie Stadt und vier Landkreise. Er wurde am 1. Februar 1978 Teil des neugegründeten Regierungsbezirks Weser-Ems.
| Stadt / Landkreis     | Kreisstadt            | Fläche (in km²) | Einwohner (1970) | Bev.-Dichte (in E/km²) | Kfz-K. | Auflösungsdatum |
| --------------------- | --------------------- | --------------- | ---------------- | ---------------------- | ------ | --------------- |
| Aurich (Ostfriesland) | Aurich (Ostfriesland) | 649             | 80.316           | 124                    | AUR    | 1. Aug. 1977    |
| Emden                 | –                     | 61              | 48.525           | 795                    | EMD    | –               |
| Leer                  | Leer (Ostfriesland)   | 1058            | 135.813          | 128                    | LER    | –               |
| Norden                | Norden                | 656             | 82.871           | 126                    | NOR    | 1. Aug. 1977    |
| Wittmund              | Wittmund              | 720             | 56.717           | 79                     | WTM    | 1. Aug. 1977    |

Der Landkreis Wittmund wurde am 1. Januar 1980 wieder neu gebildet.

### Verwaltungsbezirk Braunschweig
Der Verwaltungsbezirk Braunschweig umfasste das Gebiet des ehemaligen Freistaats Braunschweig und gliederte sich vor der Gebietsreform in drei kreisfreie Städte und fünf Landkreise. Er wurde 1978 aufgelöst und mit Teilen anderer Regierungsbezirke zum Regierungsbezirk Braunschweig vereinigt, der noch bis 2004 bestand.
| Stadt / Landkreis | Kreisstadt      | Fläche (in km²) | Einwohner (1970) | Bev.-Dichte (in E/km²) | Kfz-K. | Auflösungsdatum |
| ----------------- | --------------- | --------------- | ---------------- | ---------------------- | ------ | --------------- |
| Blankenburg       | Braunlage       | 131             | 14.159           | 108                    | BRL    | 1. Juli 1972    |
| Braunschweig      | –               | 77              | 246.094          | 3196                   | BS     | –               |
| Braunschweig      | Braunschweig    | 463             | 93.424           | 202                    | BS     | 1. März 1974    |
| Gandersheim       | Bad Gandersheim | 521             | 76.510           | 147                    | GAN    | 1. Aug. 1977    |
| Goslar            | –               | 65              | 40.045           | 616                    | GS     | 1. Juli 1972    |
| Goslar            | Goslar          | 305             | 40.778           | 134                    | GS     | –               |
| Helmstedt         | Helmstedt       | 691             | 118.938          | 172                    | HE     | –               |
| Salzgitter        | –               | 213             | 118.201          | 555                    | SZ     | –               |
| Wolfenbüttel      | Wolfenbüttel    | 656             | 122.153          | 186                    | WF     | –               |

Am 1. Juli 1972 verlor der Landkreis Braunschweig seine Exklave Thedinghausen an den Landkreis Verden.

### Regierungsbezirk Hannover
Der Regierungsbezirk Hannover umfasste vor der Gebietsreform zwei kreisfreie Städte und neun Landkreise. Er bestand bis zur Abschaffung der Regierungsbezirke in Niedersachsen am 31. Dezember 2004.
| Stadt / Landkreis      | Kreisstadt             | Fläche (in km²) | Einwohner (1970) | Bev.-Dichte (in E/km²) | Kfz-K. | Auflösungsdatum |
| ---------------------- | ---------------------- | --------------- | ---------------- | ---------------------- | ------ | --------------- |
| Grafschaft Diepholz    | Diepholz               | 1162            | 75.797           | 65                     | DH     | 1. Aug. 1977    |
| Grafschaft Hoya        | Syke                   | 1209            | 117.222          | 97                     | SY     | 1. Aug. 1977    |
| Grafschaft Schaumburg  | Rinteln                | 443             | 80.724           | 182                    | RI     | 1. Aug. 1977    |
| Hameln                 | –                      | 38              | 47.414           | 1248                   | HM     | 1. Jan. 1973    |
| Hameln-Pyrmont         | Hameln                 | 585             | 82.583           | 141                    | HM     | –               |
| Hannover               | –                      | 135             | 523.941          | 3881                   | H      | 1. Nov. 2001    |
| Hannover               | Hannover               | 499             | 233.612          | 468                    | H      | 1. Nov. 2001    |
| Neustadt am Rübenberge | Neustadt am Rübenberge | 583             | 118.595          | 203                    | NRÜ    | 1. März 1974    |
| Nienburg/Weser         | Nienburg/Weser         | 1164            | 102.453          | 88                     | NI     | –               |
| Schaumburg-Lippe       | Stadthagen             | 341             | 84.589           | 248                    | STH    | 1. Aug. 1977    |
| Springe                | Springe                | 408             | 70.386           | 173                    | SPR    | 1. März 1974    |

Anmerkung: Die kreisfreie Stadt Hannover und der Landkreis Hannover wurden durch Landesgesetz zum 1. November 2001 zur Region Hannover zusammengeschlossen.

### Regierungsbezirk Hildesheim
Zum Regierungsbezirk Hildesheim gehörten vor der Gebietsreform eine kreisfreie Stadt sowie elf Landkreise. Die Stadt Göttingen verlor bereits am 4. Juli 1964 ihre Kreisfreiheit. Am 1. Februar 1978 erfolgten die Auflösung des Regierungsbezirks und die Aufteilung auf die Regierungsbezirke Braunschweig und Hannover.
| Stadt / Landkreis     | Kreisstadt           | Fläche (in km²) | Einwohner (1970) | Bev.-Dichte (in E/km²) | Kfz-K. | Auflösungsdatum |
| --------------------- | -------------------- | --------------- | ---------------- | ---------------------- | ------ | --------------- |
| Alfeld (Leine)        | Alfeld (Leine)       | 488             | 79.501           | 163                    | ALF    | 1. Aug. 1977    |
| Duderstadt            | Duderstadt           | 220             | 41.266           | 188                    | DUD    | 1. Jan. 1973    |
| Einbeck               | Einbeck              | 310             | 42.626           | 138                    | EIN    | 1. März 1974    |
| Göttingen             | –                    |                 | 108.991          |                        | GÖ     | 4. Juli 1964    |
| Göttingen             | Göttingen            | 507             | 155.414          | 307                    | GÖ     | –               |
| Hildesheim            | –                    | 33              | 93.800           | 2842                   | HI     | 1. März 1974    |
| Hildesheim-Marienburg | Hildesheim           | 643             | 118.917          | 185                    | HI     | 1. März 1974    |
| Holzminden            | Holzminden           | 606             | 80.352           | 133                    | HOL    | –               |
| Münden                | Münden               | 327             | 44.361           | 136                    | HMÜ    | 1. Jan. 1973    |
| Northeim              | Northeim             | 745             | 90.477           | 121                    | NOM    | –               |
| Osterode am Harz      | Osterode am Harz     | 410             | 84.957           | 207                    | OHA    | 1. Nov. 2016    |
| Peine                 | Peine                | 396             | 98.012           | 248                    | PE     | –               |
| Zellerfeld            | Clausthal-Zellerfeld | 533             | 33.661           | 63                     | CLZ    | 1. Juli 1972    |

### Regierungsbezirk Lüneburg
Zum Regierungsbezirk Lüneburg gehörten vor der Reform drei kreisfreie Städte und neun Landkreise. Er bestand bis zur Abschaffung der Regierungsbezirke in Niedersachsen am 31. Dezember 2004.
| Stadt / Landkreis | Kreisstadt    | Fläche (in km²) | Einwohner (1970) | Bev.-Dichte (in E/km²) | Kfz-K. | Auflösungsdatum |
| ----------------- | ------------- | --------------- | ---------------- | ---------------------- | ------ | --------------- |
| Burgdorf          | Burgdorf      | 825             | 137.724          | 167                    | BU     | 1. März 1974    |
| Celle             | –             | 49              | 57.155           | 1166                   | CE     | 1. Jan. 1973    |
| Celle             | Celle         | 1542            | 104.866          | 68                     | CE     | –               |
| Fallingbostel     | Fallingbostel | 958             | 63.224           | 66                     | FAL    | 1. Aug. 1977    |
| Gifhorn           | Gifhorn       | 1605            | 135.633          | 85                     | GF     | –               |
| Harburg           | Winsen (Luhe) | 1348            | 144.485          | 107                    | WL     | –               |
| Lüchow-Dannenberg | Lüchow        | 1209            | 50.623           | 42                     | DAN    | –               |
| Lüneburg          | –             | 42              | 59.516           | 1417                   | LG     | 1. März 1974    |
| Lüneburg          | Lüneburg      | 1001            | 63.361           | 63                     | LG     | –               |
| Soltau            | Soltau        | 924             | 65.113           | 70                     | SOL    | 1. Aug. 1977    |
| Uelzen            | Uelzen        | 1446            | 95.923           | 66                     | UE     | –               |
| Wolfsburg         | –             | 35              | 88.655           | 2533                   | WOB    | –               |

### Verwaltungsbezirk Oldenburg
Der Verwaltungsbezirk Oldenburg war auf dem Kerngebiet des ehemaligen Landes Oldenburg errichtet worden und umfasste drei kreisfreie Städte sowie sechs Landkreise. Am 1. Februar 1978 ging er im neugeschaffenen Regierungsbezirk Weser-Ems auf.
| Stadt / Landkreis     | Kreisstadt            | Fläche (in km²) | Einwohner (1970) | Bev.-Dichte (in E/km²) | Kfz-K. | Auflösungsdatum |
| --------------------- | --------------------- | --------------- | ---------------- | ---------------------- | ------ | --------------- |
| Ammerland             | Westerstede           | 707             | 104.095          | 147                    | WST    | –               |
| Cloppenburg           | Cloppenburg           | 1365            | 102.770          | 75                     | CLP    | –               |
| Delmenhorst           | –                     | 42              | 63.266           | 1506                   | DEL    | –               |
| Friesland             | Jever                 | 631             | 93.233           | 148                    | FRI    | –               |
| Oldenburg (Oldenburg) | –                     | 103             | 130.852          | 1270                   | OL     | –               |
| Oldenburg (Oldenburg) | Oldenburg (Oldenburg) | 894             | 84.736           | 95                     | OL     | –               |
| Vechta                | Vechta                | 760             | 86.557           | 114                    | VEC    | –               |
| Wesermarsch           | Brake (Unterweser)    | 883             | 98.033           | 111                    | BRA    | –               |
| Wilhelmshaven         | –                     | 60              | 102.732          | 1712                   | WHV    | –               |

### Regierungsbezirk Osnabrück
Der Regierungsbezirk Osnabrück umfasste vor der Gebietsreform eine kreisfreie Stadt sowie acht Landkreise. Er ging am 1. Februar 1978 im neuen Regierungsbezirk Weser-Ems auf.
| Stadt / Landkreis   | Kreisstadt   | Fläche (in km²) | Einwohner (1970) | Bev.-Dichte (in E/km²) | Kfz-K. | Auflösungsdatum |
| ------------------- | ------------ | --------------- | ---------------- | ---------------------- | ------ | --------------- |
| Aschendorf-Hümmling | Aschendorf   | 1146            | 76.072           | 66                     | ASD    | 1. Aug. 1977    |
| Bersenbrück         | Bersenbrück  | 1054            | 82.918           | 79                     | BSB    | 1. Juli 1972    |
| Grafschaft Bentheim | Nordhorn     | 916             | 111.161          | 121                    | NOH    | –               |
| Lingen              | Lingen (Ems) | 816             | 80.149           | 98                     | LIN    | 1. Aug. 1977    |
| Melle               | Melle        | 254             | 40.851           | 161                    | MEL    | 1. Juli 1972    |
| Meppen              | Meppen       | 1038            | 77.078           | 74                     | MEP    | 1. Aug. 1977    |
| Osnabrück           | –            | 61              | 143.905          | 2359                   | OS     | –               |
| Osnabrück           | Osnabrück    | 607             | 139.556          | 230                    | OS     | –               |
| Wittlage            | Wittlage     | 314             | 28.021           | 89                     | WTL    | 1. Juli 1972    |

### Regierungsbezirk Stade
Zum Regierungsbezirk Stade gehörten vor der Reform eine kreisfreie Stadt und sieben Landkreise. 1978 wurde er Teil des Regierungsbezirks Lüneburg.
| Stadt / Landkreis | Kreisstadt           | Fläche (in km²) | Einwohner (1970) | Bev.-Dichte (in E/km²) | Kfz-K. | Auflösungsdatum |
| ----------------- | -------------------- | --------------- | ---------------- | ---------------------- | ------ | --------------- |
| Bremervörde       | Bremervörde          | 1241            | 72.413           | 58                     | BRV    | 1. Aug. 1977    |
| Cuxhaven          | –                    | 46              | 44.564           | 969                    | CUX    | 1. Aug. 1977    |
| Land Hadeln       | Otterndorf           | 868             | 63.389           | 73                     | OTT    | 1. Aug. 1977    |
| Osterholz         | Osterholz-Scharmbeck | 611             | 80.186           | 131                    | OHZ    | –               |
| Rotenburg (Wümme) | Rotenburg (Wümme)    | 840             | 56.263           | 67                     | ROW    | 1. Aug. 1977    |
| Stade             | Stade                | 1263            | 139.745          | 111                    | STD    | –               |
| Verden            | Verden               | 682             | 89.455           | 131                    | VER    | –               |
| Wesermünde        | Bremerhaven          | 1169            | 78.292           | 67                     | WEM    | 1. Aug. 1977    |

## Gesetze der Gebietsreform

### Harzgesetz
Das am 1. Juli 1972 in Kraft getretene Harzgesetz sah neben der Verringerung der Gemeindeanzahl in Teilen der Landkreise Gandersheim, Goslar, Osterode am Harz, Wolfenbüttel, Blankenburg und Zellerfeld auch die Auflösung der letzten beiden vor.
- Im Landkreis Gandersheim wurden zwei Städte erweitert:
  - Die Stadt Langelsheim wurde um die Gemeinden Astfeld und Wolfshagen im Harz sowie die Gemeinde Bredelem aus dem Landkreis Goslar und die Bergstadt Lautenthal aus dem Landkreis Zellerfeld erweitert.
  - In die Stadt Seesen wurden die Gemeinden Engelade, Herrhausen, Ildehausen, Kirchberg und Münchehof sowie die Gemeinde Bilderlahe aus dem Landkreis Hildesheim-Marienburg eingegliedert.
- Der Landkreis Goslar wurde neu gebildet aus:
  - der Gemeinde Liebenburg, die durch den Zusammenschluss mit den Gemeinden Dörnten, Groß Döhren, Heißum, Klein Döhren, Klein Mahner, Liebenburg, Neuenkirchen, Ostharingen, Othfresen und Upen entstanden war (alle im bisherigen Landkreis Goslar),
  - der Stadt Vienenburg, die um die Gemeinden Immenrode, Lengde, Lochtum, Weddingen und Wiedelah erweitert worden war (alle im bisherigen Landkreis Goslar),
  - der bisher kreisfreien Stadt Goslar, in die die Gemeinden Hahndorf und Jerstedt aus dem bisherigen Landkreis Goslar und die Gemeinde Hahnenklee-Bockswiese aus dem Landkreis Zellerfeld sowie die Stadt Oker aus dem Landkreis Wolfenbüttel eingegliedert wurden,
  - den Bergstädten Altenau, Clausthal-Zellerfeld (erweitert um die Gemeinde Buntenbock), St. Andreasberg und Wildemann und der Gemeinde Schulenberg im Oberharz sowie dem nördlichen Teil des gemeindefreien Gebietes Harz aus dem bisherigen Landkreis Zellerfeld und
  - der Stadt Braunlage (erweitert um die Gemeinde Hohegeiß) sowie den gemeindefreien Gebieten Braunlage, Hohegeiß (größtenteils) und Wieda (kleine Teile) aus dem Landkreis Blankenburg.
- Zum Landkreis Osterode am Harz kamen die südlichen Teile der Landkreise Blankenburg und Zellerfeld. Außerdem wurden einige Gemeinden eingegliedert:
  - Die Gemeinden Walkenried, Wieda und Zorge sowie die gemeindefreien Gebiete Hohegeiß (nur kleine Teile), Walkenried, Wieda (größtenteils) und Zorge aus dem Landkreis Blankenburg, die Gemeinden Badenhausen, Gittelde (erweitert um die Gemeinde Teichhütte), Windhausen und das Gemeindefreie Gebiet Badenhausen aus dem bisherigen Landkreis Gandersheim sowie die Bergstadt Bad Grund und der südliche Teil des gemeindefreien Gebiets Harz aus dem Landkreis Zellerfeld erweiterten der Kreisgebiet.
  - Die Stadt Bad Lauterberg im Harz wurde um die Gemeinden Barbis, Bartolfelde und Osterhagen erweitert.
  - Die Stadt Bad Sachsa vergrößerte sich um die Gemeinden Steina und Tettenborn sowie Neuhof aus dem Landkreis Blankenburg.
  - Nach Herzberg am Harz wurden die Gemeinden Pöhlde und Scharzfeld sowie Lonau und Sieber (beide im bisherigen Landkreis Zellerfeld) eingegliedert.
  - Zur Stadt Osterode am Harz kamen die Gemeinden Dorste, Förste, Marke, Nienstedt am Harz und der bisherige Hördener Ortsteil Düna sowie die Gemeinden Lerbach und Riefensbeek-Kamschlacken (beide aus dem Landkreis Zellerfeld).
- Der damalige Landkreis Wolfenbüttel war erst später von der Kreisreform betroffen.
  - Dort wurde aber die Stadt Bad Harzburg um die Gemeinden Bettingerode, Bündheim, Harlingerode und Westerode erweitert.

### Osnabrück-Gesetz
Am 1. Juli 1972 in Kraft getreten, wurde der Landkreis Osnabrück durch eine Gebietsreform und die Fusion der vier Altkreise Bersenbrück, Melle, Wittlage und Osnabrück gegründet.
Neben einer Verringerung der Gemeindeanzahl, sah dieses Gesetz auf Kreisebene folgende Veränderungen vor:
- Der Landkreis Osnabrück wurde gebildet aus:
  - dem bisherigen Landkreis Osnabrück mit Ausnahme der Gemeinden Atter, Darum, Gretesch, Hellern, Lüstringen, Nahne, Pye und Voxtrup,
  - dem bisherigen Landkreis Bersenbrück mit Ausnahme der Gemeinden Vörden, Hinnenkamp und Hörsten
  - dem bisherigen Landkreis Melle sowie
  - dem bisherigen Landkreis Wittlage
- In die kreisfreie Stadt Osnabrück wurden die Gemeinden Atter, Darum, Gretesch, Hellern, Lüstringen, Nahne, Pye und Voxtrup eingemeindet.

### Wolfsburg-Gesetz
Durch das am 1. Juli 1972 in Kraft getretene Wolfsburg-Gesetz (offiziell: „Gesetz zur Neugliederung der Gemeinden im Raum Wolfsburg“) wurden in 1972 zwanzig umliegende Orte in die Stadt Wolfsburg eingemeindet. Dadurch überschritt die Einwohnerzahl der Stadt die 100.000-Grenze und Wolfsburg erlangte den Status einer Großstadt mit nahezu 131.000 Einwohnern. Die Stadtfläche vergrößerte sich auf diese Weise von 35 auf 204 km². Für die eingemeindeten Stadtteile wurden elf direkt gewählte Ortsräte mit jeweils einem Ortsbürgermeister eingerichtet. Das Wolfsburg-Gesetz regelte auch mehrere Gebietszusammenschlüsse im weiteren Umland.
Eingemeindete Orte
Eingegliedert in die Stadt Wolfsburg wurden aus dem Landkreis Gifhorn:
die Stadt Fallersleben, und die Orte Almke, Barnstorf, Ehmen, Hattorf, Hehlingen, Heiligendorf, Mörse, Neindorf, Sandkamp und Sülfeld.
Und aus dem Landkreis Helmstedt wurden eingegliedert:
die Stadt Vorsfelde, und die Orte Kästorf, Brackstedt, Neuhaus, Nordsteimke, Reislingen, Velstove, Warmenau, Wendschott

### Braunschweig/Wolfenbüttel/Helmstedt/Peine/Salzgitter-Gesetz
Das Gesetz, am 11. Februar 1974 verkündet und ab 1. März 1974 in Kraft, lautet in § 23: Der Landkreis Braunschweig wird aufgelöst.
- In die kreisfreie Stadt Braunschweig wurden die Gemeinden Bevenrode, Bienrode, Broitzem, Dibbesdorf, Hondelage, Lamme, Mascherode, Rautheim, Rüningen, Schapen, Stöckheim, Thune, Timmerlah, Völkenrode, Volkmarode, Waggum, Watenbüttel und Wenden sowie die gemeindefreien Gebiete Buchhorst und Querum eingegliedert.
- Der Landkreis Helmstedt wurde um die Gemeinden Beienrode, Essehof, Essenrode, Flechtorf, Groß Brunsrode, Klein Brunsrode, Lehre und Wendhausen sowie die gemeindefreien Gebiete Beienrode, Essehof I, Essehof II, Essehof III und Wendhausen erweitert.
- Der Landkreis Peine wurde um die Gemeinden Alvesse, Bettmar, Bodenstedt, Bortfeld, Denstorf, Duttenstedt, Essinghausen, Fürstenau, Groß Gleidingen, Harvesse, Klein Gleidingen, Köchingen, Liedingen, Meerdorf, Neubrück, Sierße, Sonnenberg, Sophiental, Vallstedt, Vechelade, Vechelde, Wahle, Wedtlenstedt, Wendeburg, Wendezelle, Wierthe und Zweidorf sowie die gemeindefreien Gebiete Meerdorfer Holz, Sophiental I und Sophiental II erweitert.
- Der Landkreis Wolfenbüttel wurde um die Gemeinden Abbenrode, Cremlingen, Destedt, Erkerode, Gardessen, Hemkenrode, Hordorf, Hötzum, Klein Schöppenstedt, Lucklum, Niedersickte, Obersickte, Schandelah, Schulenrode, Veltheim (Ohe) und Weddel erweitert.

Auf kommunaler Ebene sah das Gesetz u. a. folgende Veränderungen vor:
- In die Stadt Königslutter am Elm wurden die Gemeinden Boimstorf, Bornum am Elm, Glentorf, Groß Steinum, Lauingen, Lelm, Rieseberg, Rotenkamp, Rottorf, Scheppau, Schickelsheim und Sunstedt und die Gemeinden Beienrode, Klein Steimke, Ochsendorf, Rhode und Uhry aus dem bisherigen Landkreis Gifhorn eingegliedert.
- Die Gemeinden Ahmstorf, Rennau und Rottorf wurden zu einer neuen Gemeinde Rennau zusammengeschlossen.
- Die Gemeinden Barnstorf, Uehrde, Warle und Watzum wurden zu einer neuen Gemeinde Uehrde zusammengeschlossen.
- Die Gemeinden Groß Dahlum und Klein Dahlum wurden zur Gemeinde Dahlum vereinigt.
- Die Samtgemeinde Süd-Elm wurde aufgelöst.
- Zum 1. März 1974 wurden die bis dahin zum Landkreis Wolfenbüttel gehörenden Gemeinden Sauingen und Üfingen in die Stadt Salzgitter eingemeindet.[3]

### Gesetz zum Raum Harburg
Mit dem Gesetz zur Neugliederung der Gemeinden im Raum Harburg vom 23. Juni 1972 wurde die Anzahl der Gemeinden durch Zusammenschluss und Eingliederung verringert.
Im Landkreis Harburg entstanden die folgenden Gemeinden durch Zusammenschluss:
- Marschacht aus den Gemeinden Eichholz, Niedermarschacht, Oldershausen, Rönne und Obermarschacht.
- Drage aus Gemeinden Drage, Drennhausen, Elbstorf, Hunden, Schwinde und Stove.
- Seevetal aus den Gemeinden Beckedorf, Bullenhausen, Emmelndorf, Fleestedt, Glüsingen, Groß Moor, Helmstorf, Hittfeld, Hörsten, Holtorfsloh, Horst, Klein Moor, Lindhorst, Maschen, Meckelfeld, Metzendorf, Ohlendorf, Over und Ramelsloh.
- Egestorf aus den Gemeinden Döhle, Sahrendorf, Evendorf und Egestorf.
- Nenndorf aus den Gemeinden Eckel, Ehestorf, Emsen, Iddensen, Klecken, Leversen, Nenndorf, Sottorf, Tötensen und Vahrendorf.

Im Landkreis Harburg wurden die Gemeinden
- Avendorf und Bütlingen in die Gemeinde Tespe,
- Bahlburg, Borstel, Gehrden, Hoopte, Laßrönne, Luhdorf, Pattensen, Rottorf, Roydorf, Sangenstedt, Scharmbeck, Stöckte und Tönnhausen in die Stadt Winsen (Luhe),
- Lübberstedt in die Gemeinde Gödenstorf,
- Luhmühlen, Oelstorf und Putensen in die Gemeinde Salzhausen,
- Tangendorf in die Gemeinde Toppenstedt,
- Ashausen, Fliegenberg und Rosenweide in die Gemeinde Stelle,
- Thieshope in die Gemeinde Brackel,
- Nindorf, Ollsen, Quarrendorf und Schierhorn in die Gemeinde Hanstedt,
- Wehlen in die Gemeinde Undeloh,
- Itzenbüttel und Lüllau, sowie der südöstliche Teil des Klecker Waldes in die Gemeinde Jesteburg,
- Dibbersen, Holm, Seppensen, Sprötze, Steinbeck, Trelde, Ortsteil Reindorf der Gemeinde Itzenbüttel sowie die Siedlung Holm-Seppensen der Gemeinde Lüllau in die Stadt Buchholz,
- Inzmühlen in die Gemeinde Handeloh,
- Bötersheim in die Gemeinde Kakenstorf,
- Todtglüsingen in die Gemeinde Tostedt,
- Kampen in die Gemeinde Welle,
- Todtshorn in die Gemeinde Otter,
- Elstorf, Rade, Rübke, Schwiederstorf sowie Exklaven der Gemeinden Ketzendorf und Ovelgönne in die Gemeinde Neu Wulmstorf,
- und die Exklave der Gemeinde Hittfeld (Reuterberg) in die Gemeinde Harmstorf

eingegliedert.
Nachfolgend schlossen sich Marschacht, Drage und Tespe zur Samtgemeinde Elbmarsch zusammen und Nenndorf benannte sich 1973 in Rosengarten um. Durch dieses Gesetz wurde der Minister des Inneren ermächtigt, weitere Zusammenschlüsse einiger Gemeinden durchzuführen.

### Gesetz zum Raum Cuxhaven/Land Hadeln/Stade
Mit dem Gesetz zur Neugliederung der Gemeinden im Raum Cuxhaven/Land Hadeln/Stade vom 22. Juni 1972 wurde die Anzahl der Gemeinden durch Zusammenschluss und Eingliederung verringert.
Im Landkreis Land Hadeln entstanden die folgenden Gemeinden durch Zusammenschluss:
- Mittelstenahe aus den Gemeinden Mittelstenahe, Nordahn und Varrel.
- Hollnseth aus den Gemeinden Abbenseth und Hollen.
- Osten aus den Gemeinden Altendorf, Isensee und Osten.
- Hechthausen aus den Gemeinden Bornberg, Hechthausen, Kleinwörden, Klint, Laumühlen und Wisch.

Im Landkreis Land Hadeln wurden die Gemeinden
- Altenbruch, Altenwalde und Lüdingworth in die Stadt Cuxhaven,
- Oppeln in die Gemeinde Wingst,
- Kehdingbruch in die Gemeinde Belum,
- Hackemühlen, Ihlbeck, Nindorf und Wohlenbeck in die Gemeinde Lamstedt,
- Moorausmoor und Neubachenbruch in die Gemeinde Stinstedt,
- und Domsode und Langenmoor in die Gemeinde Armstorf

eingegliedert.
Im Landkreis Stade entstanden die folgenden Gemeinden durch Zusammenschluss:
- Engelschoff aus den Gemeinden Engelschoff und Neuland.
- Burweg aus den Gemeinden Blumenthal, Bossel und Burweg.
- Estorf aus den Gemeinden Behrste, Estorf und Gräpel.
- Fredenbeck aus den Gemeinden Groß Fredenbeck, Klein Fredenbeck, Schwinge und Wedel.
- Kutenholz aus den Gemeinden Aspe, Essel, Kutenholz und Mulsum.
- Jork aus den Gemeinden Borstel, Estebrügge, Jork, Königreich, Ladekop, Hove (Landkreis Harburg) und Moorende (Landkreis Harburg).
- Brest aus den Gemeinden Brest, Reith und Wohlerst.
- Ahlerstedt aus den Gemeinden Ahlerstedt, Ahrensmoor, Ahrenswohlde, Bokel, Kakerbeck, Oersdorf, Ottendorf und Wangersen.
- Sauensiek aus den Gemeinden Revenahe, Sauensiek und Wiegersen.

Im Landkreis Stade wurden die Gemeinden
- Assel und Hüll in die Gemeinde Drochtersen,
- Breitenwisch und Kuhla in die Gemeinde Himmelpforten,
- Groß Sterneberg und Mittelsdorf in die Gemeinde Hammah,
- Brobergen in die Gemeinde Kranenburg,
- Hagenah in die Gemeinde Heinbockel,
- Bützfleth, Haddorf, Hagen, Schölisch, Wiepenkathen und Teile von Hollern in die Stadt Stade,
- Helmste in die Gemeinde Deinste,
- Hollenbeck, Issendorf und Ruschwedel in den Flecken Harsefeld
- Ohrensen in die Gemeinde Bargstedt,
- Grundoldendorf in die Gemeinde Apensen,
- Goldbeck und Nindorf in die Gemeinde Beckdorf,
- und Daensen, Eilendorf, Immenbeck, die überwiegenden Teile von Ketzendorf (Landkreis Harburg) und Ovelgönne (Landkreis Harburg), Dammhausen, Hedendorf, Neukloster und Ottensen in die Stadt Buxtehude

eingegliedert.
Die Samtgemeinde Bargstedt wurde aufgelöst.
Nachfolgend bildeten sich folgende Samtgemeinden (neu):
- Samtgemeinde Am Dobrock
- Samtgemeinde Börde Lamstedt
- Samtgemeinde Hemmoor
- Samtgemeinde Himmelpforten
- Samtgemeinde Oldendorf
- Samtgemeinde Fredenbeck
- Samtgemeinde Harsefeld
- Samtgemeinde Apensen

### Achtes Gesetz zur Verwaltungs- und Gebietsreform
Das Achte Gesetz zur Verwaltungs- und Gebietsreform trat am 1. August 1977 in Kraft und beendete die Kreisreform in Niedersachsen
- Der Landkreis Ammerland mit Kreisstadt Westerstede wurde gebildet aus:[Anm. 1]
  - dem bisherigen Landkreis Ammerland sowie
  - den Gemeinden Bockhorn, Varel und Zetel aus dem bisherigen Landkreis Friesland
- Der Landkreis Aurich mit der Kreisstadt Aurich wurde gebildet aus:
  - dem bisherigen Landkreis Aurich sowie
  - dem bisherigen Landkreis Norden
- Der Landkreis Cuxhaven mit der Kreisstadt Cuxhaven wurde gebildet aus:
  - der bisher kreisfreien Stadt Cuxhaven,
  - dem bisherigen Landkreis Land Hadeln sowie
  - dem bisherigen Landkreis Wesermünde
- Der Landkreis Diepholz mit der Kreisstadt Diepholz wurde gebildet aus:
  - dem bisherigen Landkreis Grafschaft Diepholz
  - dem bisherigen Landkreis Grafschaft Hoya mit Ausnahme der Gemeinden Beckeln, Bücken, Colnrade, Dünsen, Eystrup, Gandesbergen, Groß Ippener, Hämelhausen, Harpstedt, Hassel, Hilgermissen, Hoya, Hoyerhagen, Kirchseelte, Prinzhöfte, Schweringen, Warpe und Winkelsett
- Der Landkreis Emsland mit der Kreisstadt Meppen wurde gebildet aus:
  - dem bisherigen Landkreis Aschendorf-Hümmling,
  - dem bisherigen Landkreis Meppen sowie
  - dem bisherigen Landkreis Lingen mit Ausnahme der Gemeinde Wietmarschen
- Der Landkreis Friesland mit der Kreisstadt Wittmund wurde gebildet aus[Anm. 1]:
  - dem bisherigen Landkreis Wittmund sowie
  - dem bisherigen Landkreis Friesland mit Ausnahme der Gemeinden Bockhorn, Varel und Zetel
- Der Landkreis Goslar wurde um die Gemeinden Hahausen, Langelsheim, Lutter am Barenberge, Seesen und Wallmoden sowie die gemeindefreien Gebiete Gittelde, Hahausen, Langelsheim, Riechenberger Klosterforsten, Seesen I, Seesen II und Wolfshagen des bisherigen Landkreises Gandersheim erweitert.
- Der Landkreis Grafschaft Bentheim wurde um die Gemeinde Wietmarschen aus dem bisherigen Landkreis Lingen erweitert.
- Der Landkreis Hameln-Pyrmont wurde um die Stadt Hessisch Oldendorf erweitert.
- Der Landkreis Hildesheim mit der Kreisstadt Hildesheim wurde gebildet aus:
  - dem bisherigen Landkreis Hildesheim
  - dem bisherigen Landkreis Alfeld (Leine) mit Ausnahme der Gemeinden Coppengrave, Duingen, Hoyershausen, Marienhagen und Weenzen
- Der Landkreis Holzminden wurde um die Gemeinden Coppengrave, Duingen, Hoyershausen, Marienhagen und Weenzen erweitert.
- Der Landkreis Nienburg (Weser) wurde um die Gemeinden Bücken, Eystrup, Gandesbergen, Hämelhausen, Hassel, Hilgermissen, Hoya, Hoyerhagen, Schweringen und Warpe aus dem bisherigen Landkreis Grafschaft Hoya erweitert.
- Der Landkreis Northeim wurde um die Gemeinden Bad Gandersheim und Kreiensen des bisherigen Landkreises Gandersheim und die Gemeinde Kalefeld des bisherigen Landkreises Osterode am Harz erweitert.
- Der Landkreis Oldenburg wurde um die Gemeinden Beckeln, Colnrade, Dünsen, Groß Ippener, Harpstedt, Kirchseelte, Prinzhöfte und Winkelsett aus dem bisherigen Landkreis Grafschaft Hoya erweitert.
- Der Landkreis Rotenburg (Wümme) mit der Kreisstadt Rotenburg (Wümme) wurde gebildet aus:
  - dem bisherigen Landkreis Rotenburg (Wümme) sowie
  - dem bisherigen Landkreis Bremervörde
- Der Landkreis Soltau-Fallingbostel (heute Heidekreis) mit der Kreisstadt Fallingbostel wurde gebildet aus:
  - dem bisherigen Landkreis Fallingbostel
  - dem bisherigen Landkreis Soltau
- Der Landkreis Schaumburg mit der Kreisstadt Stadthagen wurde gebildet aus:
  - dem bisherigen Landkreis Grafschaft Schaumburg mit Ausnahme der Stadt Hessisch Oldendorf
  - dem bisherigen Landkreis Schaumburg-Lippe

1. 1 2  Die beschriebenen Änderungen wurden am 1. Januar 1980 durch Wiedererrichtung der bisherigen Landkreise Ammerland, Friesland und Wittmund rückgängig gemacht.

### Einzelne Zusammenschlüsse im Zuge der Gebietsreform in Niedersachsen
- Samtgemeinde Barnstorf: Am 23. März 1974 wurden Drebber, Drentwede und Eydelstedt eingemeindet.
  - Mit Wirkung vom 1. März 1974 war die Gemeinde Bockstedt in die Gemeinde Drentwede eingegliedert worden.
- Stadt Diepholz: 1972 eingemeindete Ortsteile Aschen, Heede, Sankt Hülfe
- Gemeinde Lengede: Zusammenschluss der Gemeinden Barbecke, Broistedt, Klein Lafferde, Lengede und Woltwiesche zum 1. Juli 1972.
- Samtgemeinde Rehden: Zusammenschluss 1972 aus fünf Mitgliedsgemeinden Barver, Dickel, Hemsloh, Rehden und Wetschen.
- Gemeinde Wagenfeld: Am 1. Januar 1967 schlossen sich die Gemeinden Wagenfeld-Bockel, Wagenfeld-Förlingen, Wagenfeld-Haßlingen und Wagenfeld-Neustadt zusammen. Am 1. März 1974 wurde die Gemeinde Ströhen eingemeindet.